# Draughton (Northamptonshire)
Pour les articles homonymes, voir Draughton.
Draughton est une paroisse civile et un village du Northamptonshire, en Angleterre.